# 交響曲第32番 (ブライアン)
交響曲第32番変イ長調は、ハヴァーガル・ブライアンが作曲した最後の交響曲。

## 楽章構成
- 第1楽章　Allegretto
- 第2楽章　Adagio
- 第3楽章　Allegro ma non troppo
- 第4楽章　Allegro moderato

## 楽器編成
フルート3（持ち替えでピッコロ1）、オーボエ2、コーラングレ、クラリネット2、バス・クラリネット、ファゴット3（持ち替えでコントラファゴット1）、ホルン4、トランペット3、トロンボーン3、チューバ1、ティンパニ、グロッケンシュピール、木琴、シンバル、大太鼓、小太鼓3、トライアングル、タンブリン、チューブラー・ベル、ハープ、弦五部

## 演奏時間
約21分。